# 이춘연
이춘연(李椿淵, 1951년 10월 21일 ~ 2021년 5월 11일)은 대한민국의 영화제작자이다.
이춘연은 중앙대학교 연극영화과를 졸업하였다.
제작사 씨네2000의 대표이자 영화인회의 이사장으로 한국 영화계의 맏형이라 불리던 故 이춘연 이사장은 1983년 영화계에 입문하여 강우석 감독의 '행복은 성적순이 아니잖아요'(1989), 이명세 감독의 '지독한 사랑'(1996), 박찬욱 감독의 '3인조'(1997), 이정향 감독의 '미술관 옆 동물원'(1998), 변혁 감독의 '인터뷰'(2000), 김병우 감독의 '더 테러 라이브'(2013), 그리고 한국 호러 영화의 새로운 지평을 연 '여고괴담' 시리즈 등 국내 굵직한 작품들을 기획·제작하여 걸출한 신인 감독들과 신인 배우들을 배출해냈고, 영화 속 특별 출연을 하기도 했다. 뛰어난 선구안으로 젊은 감독들과의 작업을 통해 당대 혁신적인 영화들을 제작하여 한국 영화계가 지금의 산업화가 되는 밑거름을 마련했다는 평가를 받고 있다.

2009년 6월, 이춘연은 제3회 아시아태평양프로듀서네트워크(APN) 신임 회장으로 선출되었는데, APN은 한국·중국·일본·대만·싱가포르·태국·호주 등 각국의 영향력 있는 현직 프로듀서 100여 명이 회원으로 조직돼 있는 아시아 최대의 프로듀서 연합체이다.
2009년 12월, 영화 《거북이 달린다》를 제작한 이춘연은 남성으로는 최초로 '여성영화인상'을 수상했는데, 여성영화인모임(대표 채윤희 올댓시네마 대표이사)이 주최하는 여성영화인축제 '올해의 여성영화인' 시상식에서 '특별상'을 받은 것이다.
2021년 5월 11일 저녁 7시 30분, 자택에서 심장마비로 사망했다.

## 경력
- 극단 동인무대 창단
- 현대극장 창단
- 화천공사 기획실장
- 한국영화제작가협회 2대 회장
- 1994년~: 씨네2000 설립
- 2000년 : 영화인회의 이사장
- 2009년 : 한국영화단체연대회의 대표
- 2009년 : 아시아태평양프로듀서네트워크(APN) 회장
- 2009년 : 제11회 서울국제청소년영화제 지도자문위원
- 2010년 : 제2회 대한민국 서울문화예술대상 심사위원회 위원장
- 2011년 : 단국대 영화콘텐츠전문대학원 교수

## 상훈
- 2006년 제9회 디렉터스 컷 시상식 올해의 영화인상
- 2009년 여성영화인상 특별상
- 2021년 은관문화훈장
- 2021년 제30회 부일영화상 유현목 영화예술상
- 2021년 제26회 부산국제영화제 한국영화공로상
- 2021년 제41회 황금촬영상영화제 공로상
- 2021년 제8회 한국영화제작가협회상 특별공로상

## 출연

### 영화
- 1992년: 하얀 전쟁 - 매기 역(특별출연)
- 2010년: 부당거래 - 경찰청장 역(특별출연)
- 2013년: 더 테러 라이브 - 대통령 역(목소리)
- 2014년: 경주 - 능을 지키는 남자 역(우정 출연)
- 2021년: 여고괴담 여섯번째 이야기: 모교 (제작)

## 가족 관계
- 어머니 ( ~ 2004년 7월 9일)
- 배우자 : 윤정희
  - 아들 : 이용진 (1982년 ~ ), 이성진
    - 며느리 : 윤정인, 정성은
      - 손자 : 이윤준, 이윤재
      - 손녀 : 이수현
- 형제동생 : 이양연